# ألويس موسر
ألويس موسر هو متزلج قفز كندي، ولد في 17 يونيو 1930 في النمسا، وتوفي في 2 يناير 2013.

## وصلات خارجية
- ألويس موسر على موقع أوليمبيديا (الإنجليزية)